# Los Moonlights
Los Moonlights es una agrupación musical mexicana, del género balada que se formó en 1962 en la ciudad de Tijuana Baja California, que cuenta con 65 discos, y que ha seguido funcionando hasta 2023. Fue la primera Banda de Rock Tijuanense que hizo un disco de larga duración que se escuchó en la radio.

## Trayectoria
Los Moonlights se iniciaron en la Colonia Libertad en 1961, cuando los muchachos de barrio, Gabriel “El Pelón” Gallardo en la batería, Librado Orduño en la guitarra e Hilario Martínez y Manuel “El Neny” Robles quien cantaba y tocaba la guitarra, decidieron formar un grupo musical con el nombre de "Los Moonlights," nombre que se le atribuye Manuel Robles, quien el año siguiente fue sustituido por otro cantante.
En 1962 estaban tocando Los Moonlights en el Salón Latino Americano (Smyrna); Ricardo Sánchez Castro (1942-2003) quien era vocalista de Los Duendes, quien tenía una voz de muy alta tesitura, se encontraba presente esa noche; -en esos días él cantaba con Andy Salas en la batería y el “Chichi” en la guitarra-, y lo invitaron a que se los acompañara una canción. Se subió al escenario, y así empezó su aventura musical con el grupo, quedándose con ellos hasta el final de sus días.
También tocaban en otros lugares donde se efectuaban los bailes tradicionales como El Mesón de Playas, Flamingos, Salón Versalles, Nicte Ha, y otros.
En 1962 grabaron “Si te doy mi corazón”, cantada por Librado Orduño y en la segunda voz Ricardo Sánchez, siendo éxito desde el primer día de su aparición, logrando ventas extraordinarias para la época, que los catapultó. En 1964 grabaron dos discos: “Los Moonlights” con canciones como: “Que será será”, “Angelito”, “La capilla de los sueños”, El ángel de mi amor y, el otro disco fue “Más éxitos con los Moonlights” que incluía entre sus canciones: “Duce Caramelo”, “Leticia Isabel”, “Oh Cariño” y “Carta para un Ángel”.
En 1965 grabaría 4 discos más y en 1966 vendrían otros 6 discos que incluiría nuevos éxitos.
Ricardo al inicio solo cantaba en inglés, convirtiéndose en el primer cantante a nivel nacional que tradujo las canciones al español. Su primera canción fue: “Si te doy mi corazón” cantada por Doris Day. Otras canciones fueron: Dulce Caramelo, Sin ti, Miles de estrellas, Por tu amor, entre tantas, las cuales todas fueron grabadas, y las han cantado y siguen cantando muchos solistas y grupos musicales.
También compuso varias melodías, entre las que tenemos: Leticia Isabel, compuesta entre Gabriel Gallardo y él para sus esposas, la de Gabriel se llamaba: Leticia y la de Ricardo se llama: Isabel. Otro éxito lo fue: “Mamita, Mamá” en honor a su Madre Doña Aurora, además de otros éxitos musicales.
Fueron el primer grupo musical a nivel nacional que incluyó en una grabación, violines, violas y chelos. Todos y cada uno de los instrumentos fueron grabados por separados: trombón, saxofón, trompeta, bajo, requinto, acompañamiento, batería y voces. Al final las mezclaron y salió la canción: “De rodillas ante ti”, cantada por Ricardo Sánchez. y empezaron a destacar a nivel nacional como otros personajes de Baja California como Javier Bátiz, Los Solitarios, y ser referencia para otros grupos que vendrían poco después, como Ritmo 7, Los Rockin Devil´s, Mestizo.
Hicieron varias giras por diversas partes de norte de México como Baja California, Sonora, Chihuahua, Coahuila y en algunos otras partes del sur del país, con éxitos como: “Lágrimas para un recuerdo”, “Rosa María”, “Mira lo que son las cosas”, “Bailemos solamente una vez más”.
También realizaron algunas giras por Estados Unidos alternando con conocidos grupos a nivel nacional que forjaron el mercado mexicano de la Unión Americana como fueron: La Sonora Matancera, La Sonora Santanera, Los Freddys, Los Babys, Los Aragón, Los Solitarios y más, en ciudades como San Diego, Los Ángeles, San Francisco y otras ciudades de California; Chicago,Texas, Arizona, Nuevo México, Denver, Nueva York y otros sitios.
En 1966 fueron a tocar a Argentina y otras partes de Sudamérica. En Colombia, donde se presentaron en el bar "La Bomba", les dieron un reconocimiento por las ventas de Rosa María. Al regreso llegaron bastante mermados, ya que durante el viaje, se dieron de baja tres de los elementos originales, Ramón Alcaraz, Manuel Cristerna y Ernesto Lizárraga, dejando pendientes los compromisos pendientes como eran las presentaciones y las grabaciones para RCA Víctor.
En 1968 realizaron la grabación del disco “Vuelven Los Moonlight´s.” en los estudios de Radio Enciso XEC 1310, operado por Jesús Femat Esparza, como técnico de grabación. Femat nunca había grabado cuerdas, y el estudio estaba muy limitado con sólo una máquina de dos canales, -en la actualidad los estudios cuentan con múltiples canales de grabación para la dotación orquestal-, y fueron auxiliados por 8 cuerdas de violines, viola y violoncello, de Tijuana, Mexicali y San Diego California. El “Tico” Valdez estuvo en el saxofón tenor y los arreglos e instrumentaciones fueron escritos por el Maestro Jacinto “Chinto” Mendoza. Las canciones a grabar eran: “Claros son tus ojos”, “Lagrimas para un recuerdo”, “Recuerdos de ayer”, “Obladi Oblada”, “No Llores más”, “Hoy más que ayer”, “Vino Rojo”, “Sobre todas las miserias” y “De rodillas ante ti”, en la voz de Mario Brown, quien con esta canción debutó como vocalista del grupo, tema que fue considerado como éxito en la historia discográfica internacional en 1969.
Los Moonligths fueron invitados a presentarse en El Madison Square Garden de Nueva York, donde les otorgaron un reconocimiento por su música romántica. Por otro lado compartían escenario con otros grupos regionales como los Solitarios, Los Muecas y Los Corazones Solitarios. 
Los primeros años grabaron para RCA Víctor y años después también, pero en 1980 realizaron una producción de 4 discos para la compañía Disquera Fama, aunque también hubo producciones para otras compañías. Después hubo otro intento en Texas y a pesar de estar bien hechas las grabaciones no hubo resultados con ese material.
En el año del 2002, Ricardo Sánchez, realizando las grabaciones en los “Estudios 83” de Manuel Estudillo sabiendo que la vida se le iba, sólo pudo grabar cuatro temas entre ellas su canción de despedida de título “Yo, Mr Moonlight”, concluyendo así esa parte de la historia y continuando ya sin Ricardo.

## Reconocimientos
Varios reconocimientos les fueron otorgados entre ellos:
- Reconocimiento en Colombia por la Compañía RCA Víctor por la cumbia “Rosa María”
- Disco de Oro por la canción: “Rosa María”.
- Reconocimiento por su música romántica en Nueva York.

En la historia discográfica de más de 60 años, han participado más de 80 músicos y vocalistas, que aportaron su esfuerzo y talento para la trayectoria de los Moonlight’s entre ellos:

## Miembros del grupo
Más de 80 elementos participaron como miembros  en las diferentes etapas del grupo, considerando 4 de ellas. 

### 1ra etapa discográfica (1962-1964)
- Gabriel Gallardo – Baterista, director del grupo y compositor de la mayoría de sus éxitos
- Librado Orduño Zamudio, Guitarra y 2da voz, creador del estilo Moonlights
- Hilario “El Avión” Martínez Bajo eléctrico
- Ricardo Sánchez Castro, Voz líder
- Gregorio “Goyito” Martínez voz y 2da guitarra
- Ramón “Monchy” o “Zopilote” Alcaraz (Saxofón alto)
- Ernesto Lizárraga Osuna (Saxofón alto)
- Ernesto Hernández (+) (Saxofón)

Manuel Hurtado fungió como director artístico de RCA

### 2da etapa discográfica (1964-1966)
A los anteriores elementos se sumaron:
- Mario “Lolo” Brown Voz y Guitarra líder y
- Manuel Cristerna segundo vocalista y guitarra, sustituyó a Librado Orduño por sus estudios en Guadalajara.

### Miembros adicionales de la 3ra etapa discográfica (1967-1977).
Además de Ricardo Sánchez, Gabriel Gallardo, Hilario Martínez, Gregorio Martínez, y Mario "Lolo" Brown  se sumaron en 1968 los siguientes:
- Francisco "Paco" García, saxofón alto y codirección musical
- Carlos Altamirano, trompeta
- Ildefonso “El Cepillo” Miramón, bajo
- Ezequiel Páez Zataráin, trombón.
- Alfredo “El Brujo” Aceves, bajo
- Rodolfo “Fito” “El Pichón” Hernández, teclados
- Arturo de la Torre, guitarra,
- José Reyes Andión, bajo
- Raúl Félix, batería
- Guadalupe “Lupillo” Barajas, guitarra
- David Cázares, vocalista

### Cuarta etapa discográfica
De 1978 al 2000 pasaron por la agrupación más de 40 elementos, algunos en cortas temporadas otros en temporadas largas.Algunos de ellos fueron:
- Salvador Martínez sustituyó a Hilario Martínez
- Lupillo Cruz en la guitarra,
- Roberto Puente Batería,
- Carlos Mendoza trompeta,
- Tomás Alcaraz en el trombón y
- Carlos Alberto Arellano.
- Benjamín Ávila (Clarinete, Saxofón )

A principios del 2020 en los estudios de Mario Lagsbard se suspendió por la contingencia mundial de Covid 19, que la grabación iba a ser Julieta Venegas & Moonlight para la etiqueta Sony Music, cuando los participantes de los Moonligths de ese momento eran:
- Leonardo Landeros, vocalista
- Germán Teja guitarra
- Ray Méndez, bajo
- Héctor Moreno, batería
- Juan Campos, trompeta
- Crescencio Ramírez, trombón
- Omar Gallegos, Saxofón.

## Discografía
La discografía incluye diversos discos sencillos, otros de larga duración, en los últimos años ya se produjeron discos compactos (CD), así como varias compilaciones, y diversas versiones, en varias compañías disqueras.
1. 1963. Que Sera Será / Por Creer En Ti / El Ángel De Mi Amor / Si Te Doy Mi Corazón. RCA Víctor MKE-508
2. 1964. Los Moonlights. RCA Camden.
3. 1964. Más éxitos Con Los Moonlights. RCA Camden.
4. 1965. Con La Luna Llena. RCA Camden.
5. 1965. Rosa María / La Araña (8 versiones) RCA Víctor.
6. 1965. Rosa María / Hasta Entonces / Mi Cadillac / Por Tu Amor RCA Víctor MKE-624.
7. 1965. Porque Eres Mi Adoración / Rosa María. 5 versiones. RCA Víctor.
8. 1966. El Taquerito. RCA Víctor RCA-575.
9. 1966. Los Triunfadores Moonlights. RCA Víctor International.
10. 1966. El Mentiroso. RCA MKE-789, CFS-216.
11. 1966. No Es Usual. 2 versiones. RCA Víctor.
12. 1966. ¡Oh! Cariño (¡Oh! Pretty Woman) 2 versiones RCA Víctor.
13. 1966. Lo Máximo Con Los Moonlights. Cariño.
14. 1969. Vuelven Los Moonlights. RCA Camden
15. 1969. De Rodillas Ante Ti. 2 versiones RCA Víctor.
16. 1969. Vino Rojo (Red, Red Wine/Obladi Oblada). RCA 76-2822.
17. 1969. Claros Son Tus Ojos (Brown Eyes). 2 versiones. RCA Víctor.
18. 1969. Yo No Sé. (7", Single). RCA Víctor 76-2976.
19. 1970. Volverás Con El Verano. RCA Camden.
20. 1971. Los éxitos De Los Moonlights 3 versiones RCA Camden.
21. 1972. Tú te has ido. 2 versiones. Arcano Records.
22. 1972. Vino Rojo. (7") RCA Víctor MKE-1471     1972
23. 1972. Vino Rojo / Sin Ti. 2 versiones. RCA Víctor.
24. 1972. Rosa Mar /No Llores Nena (7"). RCA Víctor 76-3549.
25. 1972. Sin Ti / Mamita, Mama 5 versiones. RCA Víctor.
26. 1972. Una Rosa en la capilla (7", EP). RCA Víctor MKE – 1443.
27. 1972. Bailemos Solamente Una Vez Más. RCA Camden.
28. 1973. Sin Ti 1973. Si Me Faltas Tú / Me Decía  2 versiones. Arcano Records.
29. 1973. Corazón… ¡Tú Eres Mi Amor! ( Daddy's Home) / Aquellos Buenos Tiempos (For the good times) (7", Single) Arcano Records DKA1-9147.
30. 1975. Tijuana Funky / Su Fue 3 versiones. Arcano Records.
31. 1976. Su Fue / Siempre Te Recordaré (7") Bego BG-419.
32. 1976. Tijuana Funky. Cariño.
33. 1977. Mi Secretito / Abrázate De Mí (7") Arcano Records DKA0-9438 1977
34. 1977. Mi Secretito (7", Promo). RCA Víctor SP-4743.
35. 1979. No Llores Mas (7", Single) Gamma G 2141.
36. 1979. Los Moonlights. 2 versiones. RCA Camden.
37. 1980. Me Caso Con Amparo. Fama-592.
38. 1980. Mentira Nupcial - Paloma Herida Freddie Records LP-1190
39. 1980. Para Siempre Con Mi Amor / Me Caso Con Amparo (7") Discos Fama FA-1611.
40. 1981. En La Frontera / Porque Eres Mi Adoración (7", Single) Fama (2) FA-1672.
41. 1981. La Cartita / Morenita De Ojos Negros (7", Single) Fama (2) FA-1663.
42. 1981. Cuando Regreses / Un Gran Amor (7") Discos Fama FA-1628.
43. 1984. 15 Éxitos se los Moonlights 2 versiones. RCA Camden.
44. 1985. Los Grandes Éxitos  (LP, Comp). RCA International IL5-7355.
45. 2004. 15 Éxitos De Los Moonlights. CD BMG México, RCA 748211026227.
46. 2006. Tesoros De Colección. CD, Sony BMG Music Ent. 886970275323
47. 2022. La Colección Vol. 1. LP, Comp, Sony Music196587534714.
48. 2023. La Colección Vol.2. LP, Comp. Sony Music Ent. Mx, 196587498214.
49. Leticia Isabel / Bailemos Solamente Una Vez Más (7", Stereo) Evangelina E-100.
50. Lágrimas Para Un Recuerdo / Ya No Me Quieres (7", Single) RCA Victor 76-2761.
51. Dos Caras De Amor / Yo Te Necesito (7", Single) RCA Victor ELK-00023.
52. Se Fue / A Mi Diario (7", Single). Moonlight (9) M-021.
53. Rajita De Canela / La Sospechita. Los Moonlights. Chico Novarro. (7", Single, Promo, Mono) RCA Camden. CAM 30006.
54. Con La Luna Llena (7", Single). RCA Víctor 76-2060.
55. Bailemos Solamente Una Vez Más / Rosa Mar  (7", Single, Mono) RCA Víctor 76-6020
56. Porque Yo Te Amo / Si Alguien Me Esperara 2 versiones RCA Víctor.
57. El Callo De José / El Taquerito. (7", Single) RCA Víctor 76-2184.
58. Dulce Caramelo. (7", EP). RCA Víctor 76-1919.
59. Mi Cadillac / Hasta Entonces (7", Single). RCA Víctor 76-2031.
60. Una Rosa En La Capilla. 2 versiones. RCA Víctor.
61. Al Final / El Mentiroso.2 versiones. RCA Víctor.
62. Oh! Cariño / Amelia. (7", Single). RCA Víctor 76-1939.
63. Dos Caras De Amor (Two Faces Have I) (7", Single) RCA Víctor ELK-00023.
64. Rosa María / Mi Cadillac (Mi Cafetal) (7", Single) RCA Víctor RCA 446.
65. Cumbia Colombiana / El Solterito (Shellac, 10", 78 RPM) RCA Víctor 50-50935.